# Ochyrocera thibaudi
Ochyrocera thibaudi är en spindelart som beskrevs av Emerit och Lopez 1985. Ochyrocera thibaudi ingår i släktet Ochyrocera och familjen Ochyroceratidae. Inga underarter finns listade i Catalogue of Life.